# Шушара
Шушара (мађ. Szusara Puszta, Fejértelep Sefdin) је насеље у граду Вршац, у Јужнобанатском округу, у Војводини. Према попису из 2022. имала је 247 становника.
Шушара се налази у Делиблатској пешчари окружена воћњацима и виноградима.

## Историја
После протеривања Турака из Баната 1716–1718. године, територија Баната је припојена Аустрији као посебна крунска област. Дугогодишњи ратови, оставили су тешке последице и дубоке трагове. Огромна пространства су прикривале непроходне мочваре, а епидемије маларије, куге, колере и трбушног тифуса су дубоко косиле становништво. Већи део народа се разбежао и одбегао а само је мали број староседелаца Срба и Румуна остао. За велику вредност овог земљишта знао је принц Еуген Савојски. Остале су за памћење његове речи упућене цару Леополду I: „Ја ћу вам говорити о једној земљи коју ви не познајете, о којој нисте чули. Ја сам ту земљу видео, ја сам по њеној масној, тешкој црној земљи јахао, ја сам тамо своје битке водио и волео бих да могу кроз њу да јашем као њен господар. У тој земљи не лежи само хлеб за много хиљада људи, у тој земљи је и рад за много незапослених руку. Та земља чека на нас Вас Ваше величанство! Ви имате у царству много људи који су гладни и жељни земље, поклоните ту земљу њима. Поклоните им створите им ново царство, не са мачем како се стварају царства него са ашовима и плуговима“!.
Због запуштености банатске покрајине, бечки ратни савет и дворска комора са гувернером Баната, генералом Клаудије Мерсијем, били су принуђени да израде план уређења Баната. Основне одреднице су биле – војна и политичка управа и брзи привредни препород Баната. Гроф Коловрат је рекао: „Двор неће губити време, ни прилику да Банат доведе у стање процвата“.
Убрзо је уследила масовна и организована колонизација Немаца, који су били добре занатлије и уз то су били одани бечком двору. Немци су колонизовани највише из јужних немачких покрајина. Они су у Банат стизали Дунавом на малим, дрвеним лађама званим “улмске кутије”. Пут од Улма до Панчева, дуг 1.500 km, трајао је око два месеца и био веома напоран, јер је у свакој лађи било 150 – 200 људи.
Први колонисти су дошли у Банат већ 1718. године. Убрзо Банат је постао обећана земља сиромасима широм Европе. Држава је под привилегованим условима насељавала Немце занатлије, који су били први десет година ослобођени свих пореза. Осталим насељеницима је био обезбеђен превоз, бесплатан плац и материјал за изградњу куће, оруђе за обраду земље и вишегодишње повластице. Бечка комора је, желећи да од Баната створи златни рудник, осим Немаца насељавала и друге народе, Италијане и Шпанце који су били носиоци потпуно нове привредне гране на овим просторима – свиларства. Италијани су, осим производње свиле развили веома успешно и производњу пиринча. Из других крајева аустријске царевине и Европе, досељавали су се у Банат и други народи: Чеси, Словаци, Румуни, Срби, Мађари, Бугари, Јермени и Цинцари. Разлози њиховог насељавања су били економске природе, рађени са циљем да се у Банату покрене заостала привреда. Носиоци привредног развоја су ипак били Немци, који су са собом из западне Европе донели најсавременија оруђа за индустрију и земљорадњу.
Владавина Марије Терезије, била је дуга пуних четрдесет година и запамћена је по дубоким и коренитим реформама. Статус банатских кметова је регулисао урбар Марије Терезије из 1767. године, по коме је регулисан статус положника. Одређене су дужности и обавезе и величина поседа кметова. По феудалним законима апсолутистичке државе, владар је био искључиви власник земље, а кметови су били само плодоуживаоци, који су од државе узимали у закуп једну сесију земље, која износила 24 катастарско јутро) Ораница 6 кј ливада, 3 кј пашњакa и 1 кј окућнице, на којој су плаћали порез општинским и коморским службеницима.
Први службени попис становништва на територији данашње Војводине из 1880. показује да су од 1,2 милиона грађана, 35,5% били су Срби, 24,4% Немци, 22,6% Мађари, 6,2% Хрвати, 13,5% Словаци и 17,5% Румуни.

### Шушара
Пред крај 19. века виноградарство је достигло врхунац у овим крајевима. У Вршцу је 1873. године било виновом лозом засађено 8.973 јутара а већ 1882. године 10.104 јутара којима треба додати још око 3.000 јутара винограда суседних атара, а које су Вршчани тамо имали у то време. Годишња берба је износила 1 милион акова, те је Вршац постао највећи произвођач вина на свету. Филоксера у вршачким и белоцркванским виноградима је убрзо уништила виноградарство. Одмах су преузете све познате мере против филоксере. У оба града основани су опитни виногради, а у Белој цркви још и лозни расадник, као и филоксерина станица.
Пред крај 19. века су почели виноградари ових места обраћати више пажње на Делиблатску Пешчару, па су у песковитом земљишту отпорнијем на ове ваши почели садити лозу. Године 1884-85. основана је Белоцркванска Сауервалдова колонија и услед пустошења филоксере виноградари су се окренули Делиблатској пешчари у чијем пешчаном тлу се филоксера није појављивала.
Године 1892. основано је насеље Фејертелеп (мађ. Fehértelep-Puszta). Названо је по мађарском државном секретару Николи Фејеру (мађ. Nikola Fehér). Придошло становништво су чинили већи број Немаца са подручја Баден-Виртемберга и у мањем броју Мађари (Секељи и Чанго) из Скореновца, Румуна из Селеуша и Мраморка. Досељеници су добили на дар првобитно један насељенички део из 7 јутара винограда, 7 јутара оранице, пола јутра баште и отприлике 7 јутара пашњака, а оскудица у води отклоњена је бушењем артеских бунара.. Године 1810. је започело пошумљавање (1821–1843. пошумљено 8917 јутара) које је трајало до 1909. године.
Године 1919. Шушара је према записима име је добило по врућини у летњем периоду и суши (од речи суша). Сходно броју придошлих народа основало се Шушара село војвођанског типа. Ова два насеља, Сандорф и Фејертелеп, сједињено чинили ново насеље Шушару.
Изглед Шушара почетком 20. века типично насеље војвођанског типа као и већина села у Банату. Село има пет улица при чему је главна улица дуга скоро четири километра, са дрворедима са обе стране. Поред кућа је нека врста тротоара од набијене земље, или опека урађена са бетоном.
Куће су грађене у типично тадашњем времену од набијача (набијена земља) и веома економичне, топле зими а лети угодно хладне. Куће имају од просторија обично две собе до улице типично у Г стилу и у наставку кухиња, остава, подрум за вино и даље коњушница за стоку, амбаре, шупе, све то покривено црепом. Дворишта су била пространа и економична. Свака кућа је имала и резервоар за воду (бунар).
Мештани су се претежно бавили виноградарством, пољопривредом, сточарством, пчеларством, свиларством. Свиларство је било развијено, дудов лист је служио као храна свиленим бубама.
Шушара је 1927. године постала прва и једина политичка општина у Банатској Пешчари. Министарство унутрашњих дела је то решење 1926. одобрило и обнародовано је у „Службеним новинама“ 26. маја 1927. Прво Општинско председништво је оформљено 1. августа 1927. године.

## Важни догађаји у животу села
Оскудица у води отклоњења донацијом Франц Јозеф I Аустроугарске царевине, бушењем артеских бунара 15. октобра 1883.
Године 1900. урађена је бушотина дубине 168 m и 10 km водовода, а пуштена је у погон и ветрењача. Вода се од 1962. године црпи електро пумпама с обзиром да је тада село прикључено на струју. Комплетна ветрењача наручена у Дрездену, а конструктори ветрењаче били су Французи, тачније, “Ајфелов“ биро, а делови су израђени у Ајфеловој радионици у Паризу а монтирани су 1900. године. Водовод је још увек у функцији.
Шушара има Дом културе саграђен 1907. године који је реновиран 2007. Дом може да прими око двестотине гостију, и служи за културна догађања.
- 1897. Отворена је приватна школа;
- 1903. Саграђена државна школа;
- 1904. Друга државна школа;
- 1901. Постала је прва фолклорна, и једна певачка дружина произвођача вина;
- 1960. Шушара добија електричну струју а исте године и први телевизор;
- 1953. Оснива се Фудбалски клуб Хајдук Шушара;
- 1970-их Сеоска Амбуланта;
- 1984. Изграђен асфалтни пут Шушара — Избиште у дужини 10 кm и организован је аутобуски превоз Шушара-Вршац.

Оскудица у снабдевању водом отклоњена је 1990. године бушењем другог бунара изворишта у дубини од 168 m.
- Неки од председника МЗ

### Природа
Шушара се налази скоро у срцу Делиблатска пешчара окружена селима Гребенац 7 km, Загајица 15 km, Избиште 10 km, Уљма 14 km, Николинца 12 km и Делиблато 14 km.
Ово је једно од ретких прибежишта за многе специфичне врсте флоре и фауне, које у европским и светским размерама представљају природне реткости. Пешчара представља геоморфолошки и еколошко биогеографски феномен не само Панонске низије, већ и читаве Европе, као и значајан генетски ресурс Планете.
Богатство флоре овог подручја се огледа у постојању око 900 врста биљака, од којих су многе реликти и раритети, као и врсте које су у свом распрострањењу ограничене на Панонску низију. Једино се овде, у односу на читав простор Србије налазе: банатски божур, степски божур, панчићев пелен, шерпет и коцкавица Дегенова. Своје станиште овде је нашло и 20 врста орхидеја.
Од становника животињског царства пешчаре ту се налазе: вукови, јелени, шакали, зечеви, срне и дивље свиње.

### Сеоска слава и обичаји
Сеоска слава св. Ладислав (мађ. Szent László) 27. јун 1994. на дан када је освећена нова Католичка црква.
Кирвај 8. септембар дан када је посвећена једна мала црква 1900. у старој Шушари. За време комуниста замењено је са социјалистичким славама као што су дан ослобођења места.
Грожђенбал (мађ. Szüretbál) се одржава прве суботе у октобру после бербе грожђа, цело села се окити јесењим плодовима и виновом лозом, а служи се домаће вино и грожђе.
Машкаре (мађ. Farsang) се одржавају се у фебруару када се омладина маскира у кожне гуњеве, носи разна звонца, праве буку да би отерали „зле духове“ и истовремено се забављају до дуго у ноћ. После осамдесетих 20. века, овај обичај се полако губи.
Маскенбал (мађ. Maszkabál) је традиционална костимирана игранка за младе.
Ловачки бал (мађ. Vadászbál) је забава младих у дугим зимским месецима. Као закуска се служи месо од дивљачи и служи домаће вино.
Имендан (мађ. Névnap) се до пре три или четири генерације уназад славио уместо рођендана. Имендан се славио на дан свеца чије је име домаћин носио. Светац је уједно био и заштитник куће и фамилије. Имендан се наслеђивао по мушкој линији. Прворођени син је обично добијао име свога оца, а тиме и наслеђивао свеца којег је славио (Зато је код Шушарчана била учестала појава преношење имена и презимена са оца на сина кроз више генерација). Другорођени син је имао могућност да преузме имендан (свеца) од деде по мајци или да слави свеца по свом имену.

## Традиција
Да би се сачувао обичај поливања девојака првог дана Ускрса „поливачи“ су на Водени понедељак, у каруцама посете неколико домаћинстава. Уз живу музику, у окићеним каруцама, с флашама, шмрковима воде и парфемима, десетак младића и неколико искусних чувара традиције у двориштима и испред продавница нестрпљиво дочекују жене и девојке.
Водени понедељак симболизује васкрс, нови живот, пролеће, зачеће и радост. Тог дана младићи поливају девојке водом.

## Занимљивости
Марина Никола је међу првима 1927. купио парну машину у Пешти, а исте године почео је са радом.

### Сеоски туризам
Специјалном резервату природе Делиблатска пешчара, налази се Шушара, једино село у општини које је већински насељено Мађарима. Управо зато из Мађарске сваке године масовно долазе организоване туре. Сеоска католичка црква Свети Ласло располаже и са смештајним капацитетом од 40 постеља, а и већина кућа у селу отворена је за смештај туриста.
Последња кућа у селу до стаза здравља кроз Делиблатску пешчару дом је Шандора и Розалије Алфелд и увек је отворена за све посетиоце. Они редовно у свом домаћинству угостио ђачке екскурзије из околних градова, као и случајне пролазнике. Кућа је новија, али је занимљиво да је сазидана фуруне из старе куће подигнуте пре више од века.
Шушара викендима дуплира број становника — викендаша, јер је позната и као ваздушна бања, па је намера да се и тај вид туризма уреди како се не би нарушила традиција и очувала амбијентална средина. Такође, са Војводина шумама договорено је да објекти којима газдују буду целина јединствене туристичке понуде, првенствено Ловачка кућа „Фламунда“, једна од најстаријих и најрепрезентативнијих у региону где сваке године 14. фебруара мештани организују традиционални Ловачки бал који окупи више стотина гостију. Славе се подједнако и Свети Трифун и Свети Валентин.

### Спорт
Фудбал
ФК Хајдук основан је 1953. године Андраш Ваштаг, с његовом браћом и још неколико младића решио да лоптање, једину занимацију у селу, озваничи оснивањем клуба. И урадили су то зачас, без много формалности.
ФК Хајдук из Шушаре је екипа са дугом традицијом освајању пехара у фудбалу. Такмичи се у ПФЛ Панчево — Исток (2008/09). Из овог клуба изникла је и прва жена Фудбалски судија у јужном Банату Керекеш Драгица.
Лов
Године 1910. је основано Ловачко друштво Шушара. Природне карактеристике овог краја и њена јединственост чине га погодним за рекреацију и лов.
- Свлачионица
- ФК. Хајдук 80-их
- ФК Хајдук Шушара 80-их. ‎

### КУД
Шушарачко културно уметничко друштво Ади Ендре плесне групе учествовали на разним манифестацијама по целој
Војводини, Панчево, Мали Иђош, Кикинда, Вршац, Скореновац, Гудурица, Уљма, Избиште, Ковин, Дебељача и Београд. По први пут су гостовали у земљама: Аустрија, Словачка, Румунија и Мађарска.
Године 2005. одржана је смотра јужнобанатских КУД-ова мађарске националности са 600 учесника и гостију.
Године 2008. одржана је смотра божићних обичаја јужнобанатских мађара са 600 учесника и гостију.
Године 2009. одржана је двадесета јубиларна смотра јужнобанатских културних уметничких друштава са 800 учесника и гостију.

### Галерија
Године 2009. одржана је двадесета, јубиларна смотра јужнобанатских културних уметничких друштава са 800 учесника и гостију.
| - КУД Шушара - учесници на смотри - смотра - смотра КУД Шушара - водитељка програма Чањи Мелинда - наступ КУД - дочек гостију - председник савета МЗ Чањи Ласло 2000-2009. - председник савета МЗ Марина Милан 1982-1993. |

## Демографија
У насељу Шушара живи 296 пунолетних становника, а просечна старост становништва износи 40,9 година (39,3 код мушкараца и 42,5 код жена). У насељу има 139 домаћинстава, а просечан број чланова по домаћинству је 2,71.
Становништво у овом насељу је мешовито уз мађарску већину, а у последња три пописа, примећен је пад у броју становника.
|  |

| Демографија | Демографија | Демографија |
| Година      | Становника  | Становника  |
| ----------- | ----------- | ----------- |
| 1948.       | 748         |             |
| 1953.       | 851         |             |
| 1961.       | 819         |             |
| 1971.       | 648         |             |
| 1981.       | 496         |             |
| 1991.       | 472         | 432         |
| 2002.       | 376         | 416         |

| Етнички састав према попису из 2002.‍ | Етнички састав према попису из 2002.‍ | Етнички састав према попису из 2002.‍ | Етнички састав према попису из 2002.‍ | Етнички састав према попису из 2002.‍ |
| ------------------------------------ | ------------------------------------ | ------------------------------------ | ------------------------------------ | ------------------------------------ |
|                                      |                                      |                                      |                                      |                                      |
| Мађари                               | Мађари                               |                                      | 241                                  | 64,09%                               |
| Срби                                 | Срби                                 |                                      | 82                                   | 21,80%                               |
| Југословени                          | Југословени                          |                                      | 26                                   | 6,91%                                |
| Македонци                            | Македонци                            |                                      | 3                                    | 0,79%                                |
| Румуни                               | Румуни                               |                                      | 2                                    | 0,53%                                |
| Немци                                | Немци                                |                                      | 2                                    | 0,53%                                |
| непознато                            | непознато                            |                                      | 0                                    | 0,0%                                 |

| \| \| м \| \| \| ж \| \| ? \| 0 \| \| \| 1 \| \| 80+ \| 3 \| \| \| 9 \| \| 75—79 \| 6 \| \| \| 8 \| \| 70—74 \| 7 \| \| \| 12 \| \| 65—69 \| 9 \| \| \| 11 \| \| 60—64 \| 9 \| \| \| 9 \| \| 55—59 \| 13 \| \| \| 15 \| \| 50—54 \| 15 \| \| \| 10 \| \| 45—49 \| 18 \| \| \| 14 \| \| 40—44 \| 18 \| \| \| 13 \| \| 35—39 \| 12 \| \| \| 13 \| \| 30—34 \| 11 \| \| \| 7 \| \| 25—29 \| 16 \| \| \| 7 \| \| 20—24 \| 10 \| \| \| 16 \| \| 15—19 \| 7 \| \| \| 13 \| \| 10—14 \| 13 \| \| \| 9 \| \| 5—9 \| 10 \| \| \| 12 \| \| 0—4 \| 12 \| \| \| 8 \| \| Просек : \| 39,3 \| \| \| 42,5 \| |      |  |  |      |
| |      |  |  |      |
| | м    |  |  | ж    |
| ? | 0    |  |  | 1    |
| 80+ | 3    |  |  | 9    |
| 75—79 | 6    |  |  | 8    |
| 70—74 | 7    |  |  | 12   |
| 65—69 | 9    |  |  | 11   |
| 60—64 | 9    |  |  | 9    |
| 55—59 | 13   |  |  | 15   |
| 50—54 | 15   |  |  | 10   |
| 45—49 | 18   |  |  | 14   |
| 40—44 | 18   |  |  | 13   |
| 35—39 | 12   |  |  | 13   |
| 30—34 | 11   |  |  | 7    |
| 25—29 | 16   |  |  | 7    |
| 20—24 | 10   |  |  | 16   |
| 15—19 | 7    |  |  | 13   |
| 10—14 | 13   |  |  | 9    |
| 5—9 | 10   |  |  | 12   |
| 0—4 | 12   |  |  | 8    |
| Просек : | 39,3 |  |  | 42,5 |

| Година пописа     | 1948. | 1953. | 1961. | 1971. | 1981. | 1991. | 2002. |
| ----------------- | ----- | ----- | ----- | ----- | ----- | ----- | ----- |
| Број домаћинстава | 217   | 241   | 239   | 188   | 171   | 167   | 139   |

| Број чланова      | 1  | 2  | 3  | 4  | 5  | 6 | 7 | 8 | 9 | 10 и више | Просек |
| ----------------- | -- | -- | -- | -- | -- | - | - | - | - | --------- | ------ |
| Број домаћинстава | 35 | 44 | 21 | 18 | 11 | 9 | 0 | 0 | 1 | 0         | 2,71   |

| Пол    | Укупно | Неожењен/Неудата | Ожењен/Удата | Удовац/Удовица | Разведен/Разведена | Непознато |
| ------ | ------ | ---------------- | ------------ | -------------- | ------------------ | --------- |
| Мушки  | 154    | 47               | 84           | 9              | 6                  | 8         |
| Женски | 158    | 22               | 89           | 41             | 3                  | 3         |
| УКУПНО | 312    | 69               | 173          | 50             | 9                  | 11        |

| Пол    | Укупно                    | Пољопривреда, лов и шумарство | Рибарство                            | Вађење руде и камена | Прерађивачка индустрија       |
| ------ | ------------------------- | ----------------------------- | ------------------------------------ | -------------------- | ----------------------------- |
| Мушки  | 96                        | 86                            | 0                                    | 0                    | 1                             |
| Женски | 40                        | 35                            | 0                                    | 0                    | 2                             |
| Укупно | 136                       | 121                           | 0                                    | 0                    | 3                             |
|        |                           |                               |                                      |                      |                               |
| Пол    | Производња и снабдевање   | Грађевинарство                | Трговина                             | Хотели и ресторани   | Саобраћај, складиштење и везе |
| Мушки  | 0                         | 3                             | 1                                    | 0                    | 0                             |
| Женски | 0                         | 0                             | 1                                    | 0                    | 0                             |
| Укупно | 0                         | 3                             | 2                                    | 0                    | 0                             |
|        |                           |                               |                                      |                      |                               |
| Пол    | Финансијско посредовање   | Некретнине                    | Државна управа и одбрана             | Образовање           | Здравствени и социјални рад   |
| Мушки  | 0                         | 0                             | 3                                    | 1                    | 0                             |
| Женски | 0                         | 0                             | 0                                    | 1                    | 1                             |
| Укупно | 0                         | 0                             | 3                                    | 2                    | 1                             |
|        |                           |                               |                                      |                      |                               |
| Пол    | Остале услужне активности | Приватна домаћинства          | Екстериторијалне организације и тела | Непознато            | Непознато                     |
| Мушки  | 0                         | 0                             | 0                                    | 1                    | 1                             |
| Женски | 0                         | 0                             | 0                                    | 0                    | 0                             |
| Укупно | 0                         | 0                             | 0                                    | 1                    | 1                             |